# Ar Re Yaouank
Ar Re Yaouank (I giovani) è un gruppo musicale bretone, fondato nel 1986 da due fratelli nati a Quimper, Bretagna, nel nordovest della Francia, Fred e Jean-Charles Guichen (16 e 14 anni a quel tempo) suonatori di organetto diatonico e di chitarra acustica, rispettivamente. Nel 1987 al gruppo si unirono Gaël Nicol, (bombarda e cornamusa), David Pasquet (bombarda), poi nel 1990 Stéphane De Vito (basso elettrico).
Con l'energia del rock and roll, ma rispettando lo spirito delle melodie tradizionali, ottengono ritmi molto rapidi, molto adatti al ballo. Per questo, hanno rivitalizzato i Fest Noz (festival notturni), attraendo giovani e nuovi fan. Il gruppo si è sciolto nel 1998, e ogni componente ha seguito un proprio percorso di evoluzione nella musica bretone, con varie band. I fratelli Guichen principalmente hanno lavorato come duo.
Il 15 luglio 2011, i gruppo si è riformato eccezionalmente, per aprire la ventesima edizione del Vieilles Charrues Festival, sul palco principale, di fronte a 40,000 spettatori entusiasti, che hanno ballato an dro e gavottes. Durante una festa privata per i volontari del Vieilles Charrues Festival, nel gennaio del 2012, hanno suonato insieme una seconda volta. Si sono ricostituiti una terza volta, il 23 novembre 2013, durante il Yaouank Festival di fronte a più di 8,000 ballerini.

## Discografia

### Album in studio e live
- 1989: Sidwel
- 1992: Fest-Noz Still Alive
- 1994: Breizh Positive
- 1996: Trivet Act (Act 3)

### Partecipazioni
- 1995 : Kleg Live

### Compilations
- 1998: Best of
- 2013: L'intégrale ("The Complete", 4 CDs Coop Breizh)